# Elizabeth Diller
Elizabeth Diller (ur. 17 czerwca 1954 w Łodzi) – amerykańska architekt żydowskiego pochodzenia, współzałożycielka studia Diller Scofidio + Renfro.

## Życiorys
Urodziła się w Łodzi w rodzinie żydowskiej, doświadczonej przez Holokaust (jej rodzice, Anna – Polka i Edmund – Czech, przeżyli Zagładę, matka ukrywała swoją żydowską tożsamość w Wiedniu). Jej ojciec prowadził kilka fabryk tekstylnych. Przeprowadziła się z rodzicami do Nowego Jorku w 1959 lub 1960 roku. Dillerowie osiedlili się w Nowym Jorku na Bronksie, następnie w Inwood i finalnie w dzielnicy Greenwich Village. Uzyskała stopień Bachelor of Architecture na prywatnej uczelni Cooper Union w 1979 roku. Początkowo studiowała tamże sztukę (film i instalacje multimedialne), ale zainteresowała ją architektura, która figurowała w katalogu kursów. Na studiach rozpoczęła współpracę z architektem Ricardem Scofidiem, z którym założyła studio projektowe Diller + Scofidio w 1981 roku, a ostatecznie wyszła za niego za mąż. Działalność studia w latach 80. i 90. XX wieku była głównie pracami eksperymentalnymi i teoretycznymi. Elizabeth Diller uczyła w Irwin S. Chanin School of Architecture na uczelni Cooper Union od 1981 do 1990 roku. Od 1990 roku pracuje na wydziale architektury Uniwersytetu Princeton. W 2018 roku czasopismo „The Time” umieściło ją jako jedynego architekta na liścieTime 100 najbardziej wpływowych ludzi. Studio zmieniło nazwę na Diller Scofidio + Renfro w 2004 roku, po dołączeniu Charlesa Renfro. Pierwsza większa wystawa retrospektywna prac studia to wystawa pt. Scanning: The Aberrant Architecture of Diller + Scofidio Whitney Museum w 2003 roku. Czuje się kulturowo Europejką i Żydówką, zna język polski, w którym rozmawiała ze swoją matką. 
Należy do: Królewskiego Instytutu Architektów Brytyjskich, Amerykańskiej Akademii Sztuk i Nauk, Amerykańskiej Akademii Sztuki i Literatury.

## Nagrody
- MacArthur Fellowship – „Genius Grant” z Ricardem Scofidiem[8] (1999)[2]
- Nagroda Jane Drew(inne języki) (2019)[7]
- Nagroda Wolfa w dziedzinie sztuki (2022)[11]

## Działalność artystyczna
W 1989 roku w Museum of Modern Art zaprezentowano instalację autorstwa jej studia pt. Para-Site. San Francisco Museum of Modern Art ma od 2010 roku w swojej kolekcji instalację His/Hers (1993/2010), autorstwa Ricarda Scofidia i Elizabeth Diller. W parku High Line odbył się performance The Mile-Long Opera jej autorstwa oraz Davida Langa, podczas którego zaśpiewało 1000 osób.

## Realizacje studia
- Slow House, Long Island (nieukończony projekt domu z 1989 roku)[2]
- park High Line w Nowym Jorku (powstawał etapami od 2000 do 2019 roku)[5]
- Blur Building – pawilon na Expo.02(inne języki) w Yverdon-les-Bains w Szwajcarii w 2002 roku[2]
- rozbudowa budynku Lincoln Center for the Performing Arts[9] (2002[15])
- budynek Institute of Contemporary Art(inne języki) w Bostonie (2006)[5]
- siedziba muzeum The Broad(inne języki) (budowa ukończona w 2015 roku)[16]
- Roy and Diana Vagelos Education Center, Nowy Jork (2016)[17]
- Park Zariadje(inne języki) w Moskwie (2017)[18]
- powiększenie budynku Museum of Modern Art we współpracy z Artem Genslerem(inne języki) (ponowne otwarcie w 2019 roku)[5]
- centrum sztuki The Shed(inne języki) w Nowym Jorku (2019)[5]
- budynek Museu da Imagem e do Som do Rio de Janeiro(inne języki) (w budowie od 2014 roku)[19]

## Galeria

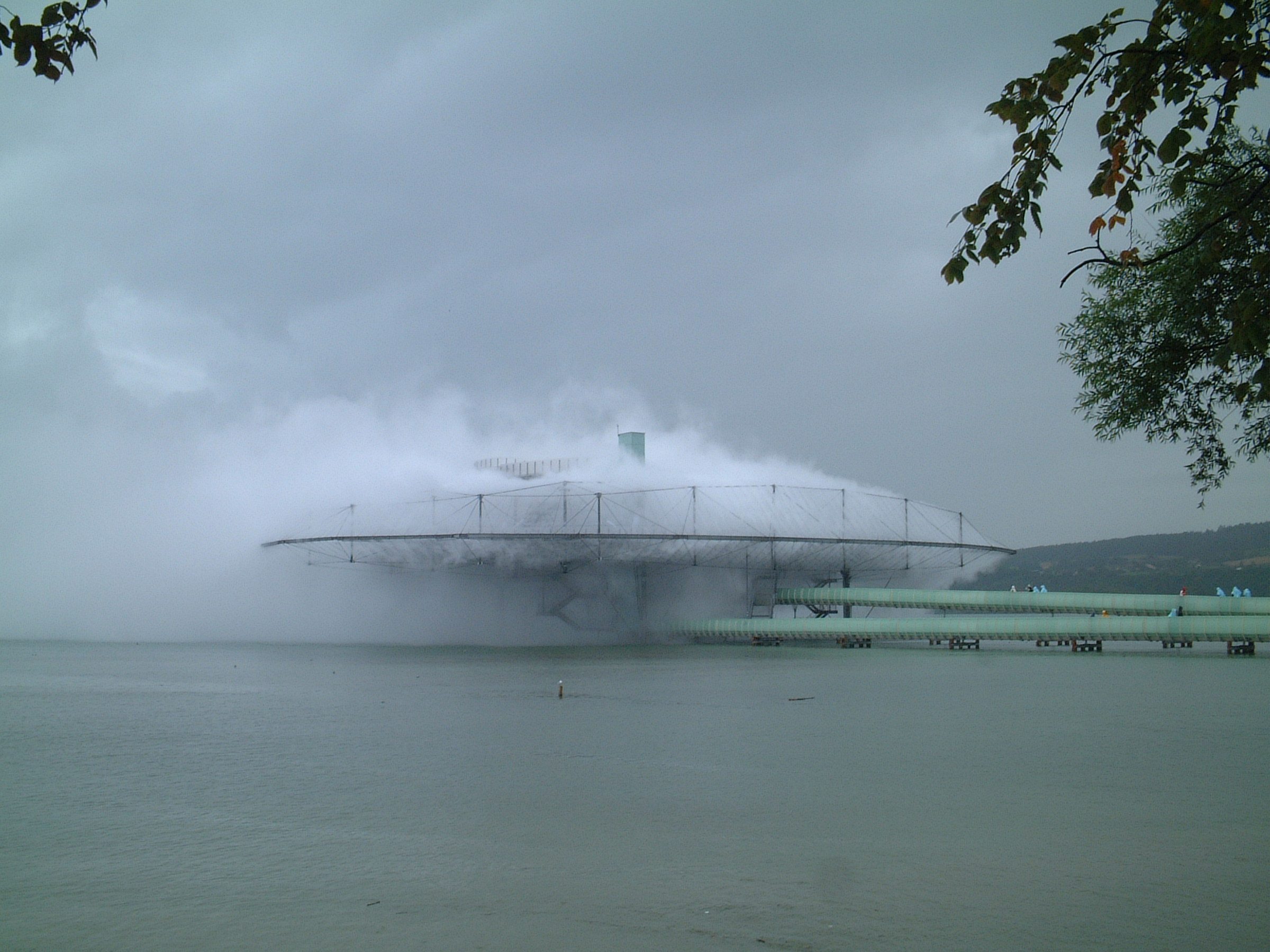
Pawilon Blur Building (2002)
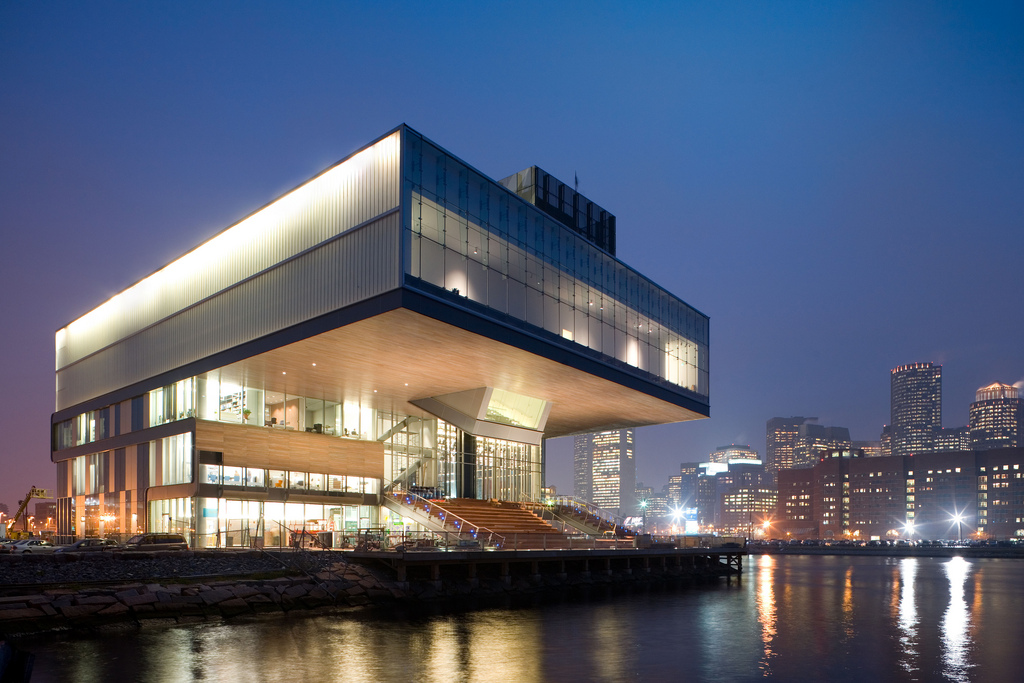
Siedziba Institute of Contemporary Art w Bostonie (2006)
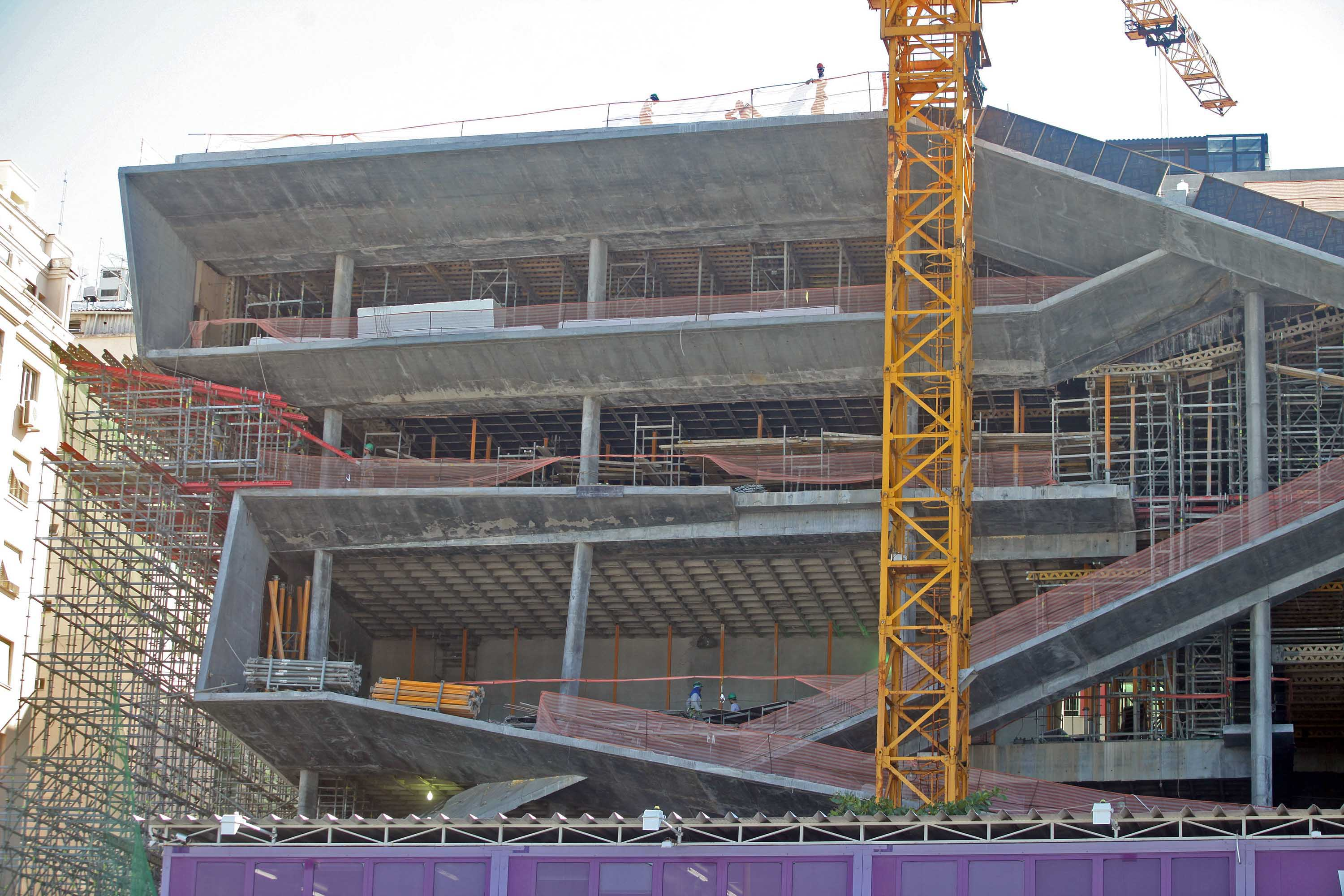
Budowa Museu da Imagem e do Som do Rio de Janeiro (2014)
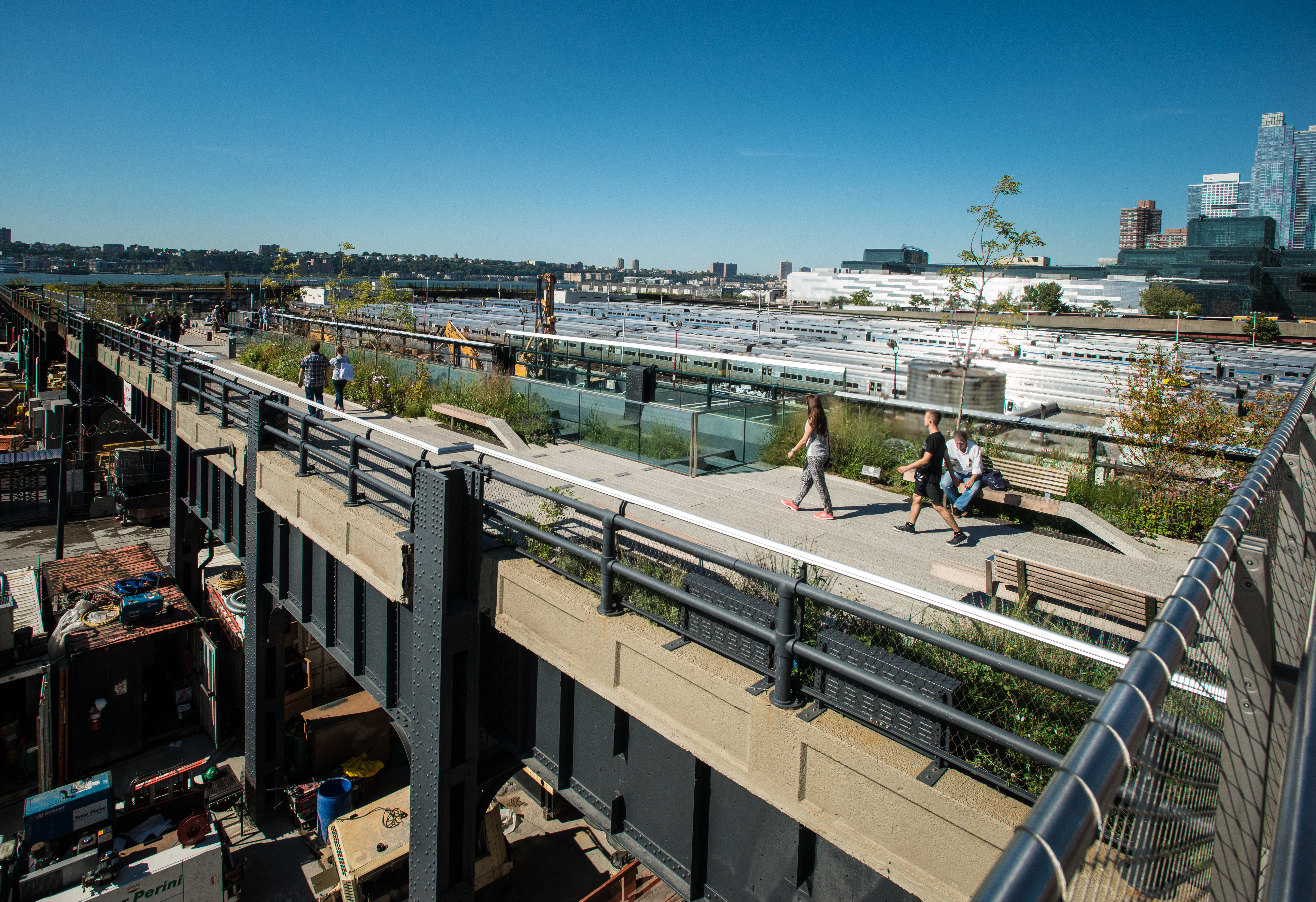
Park High Line (2015)
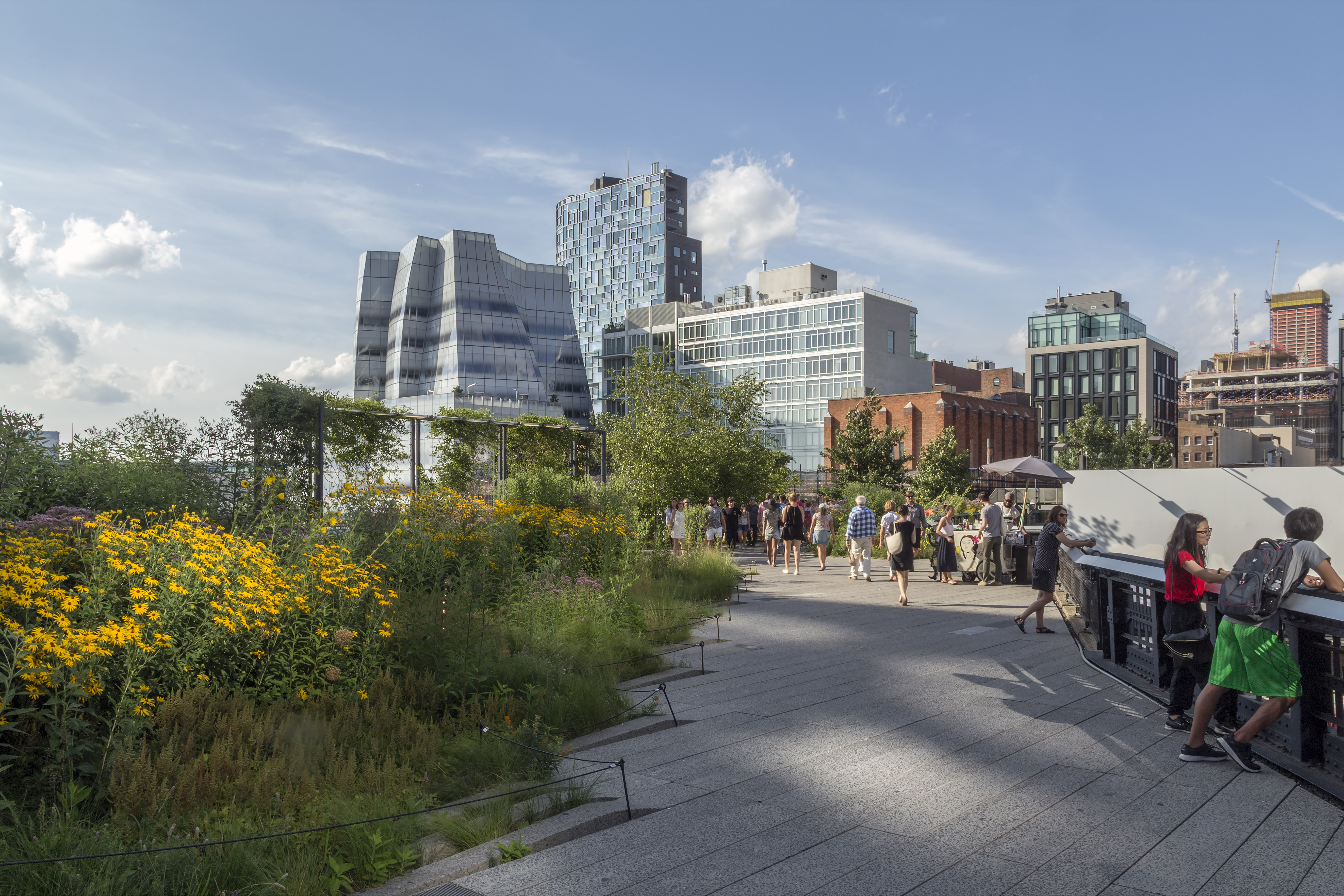
Park High Line (2017)
Muzeum The Broad (2015)
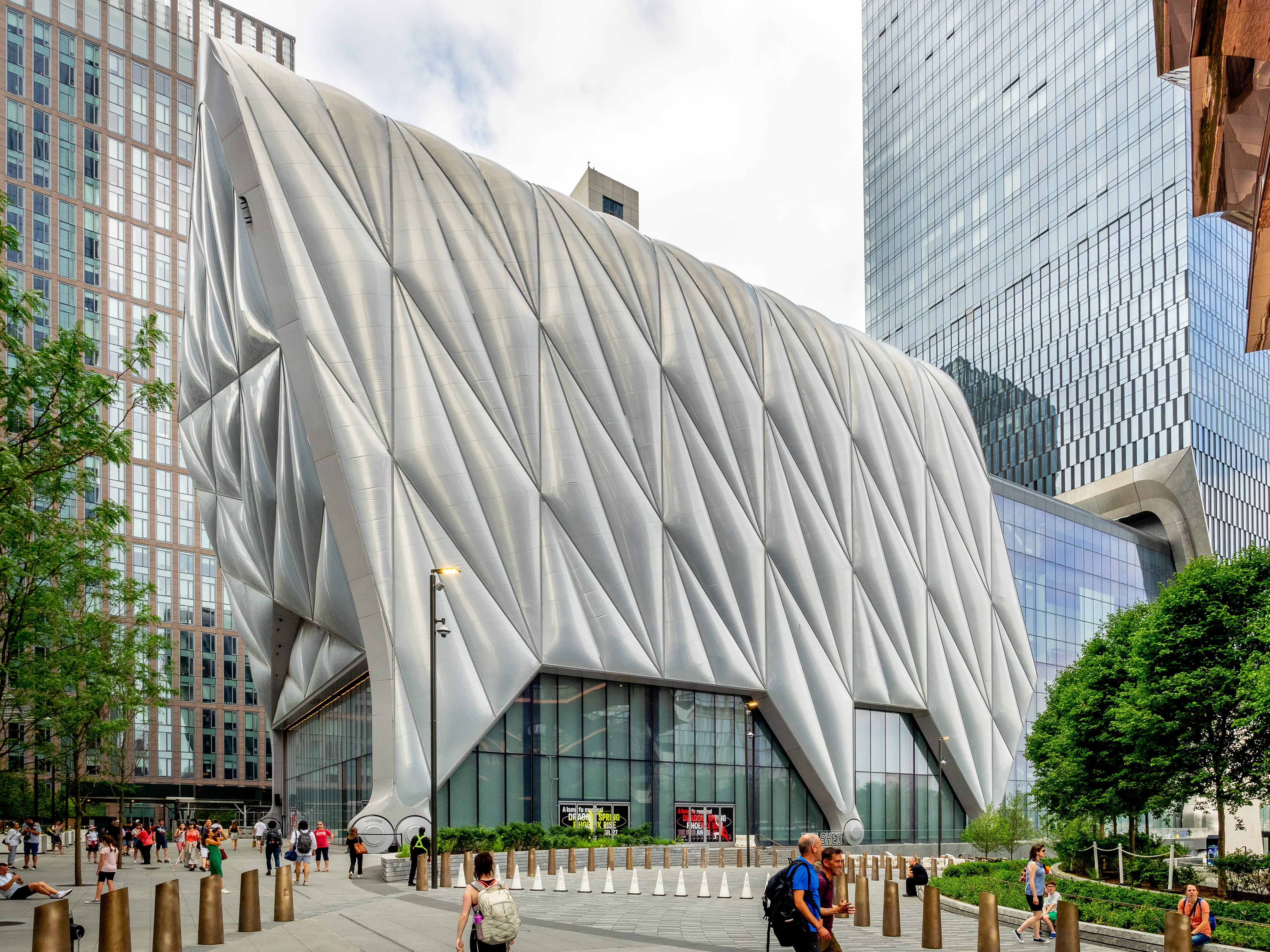
The Shed (2019)
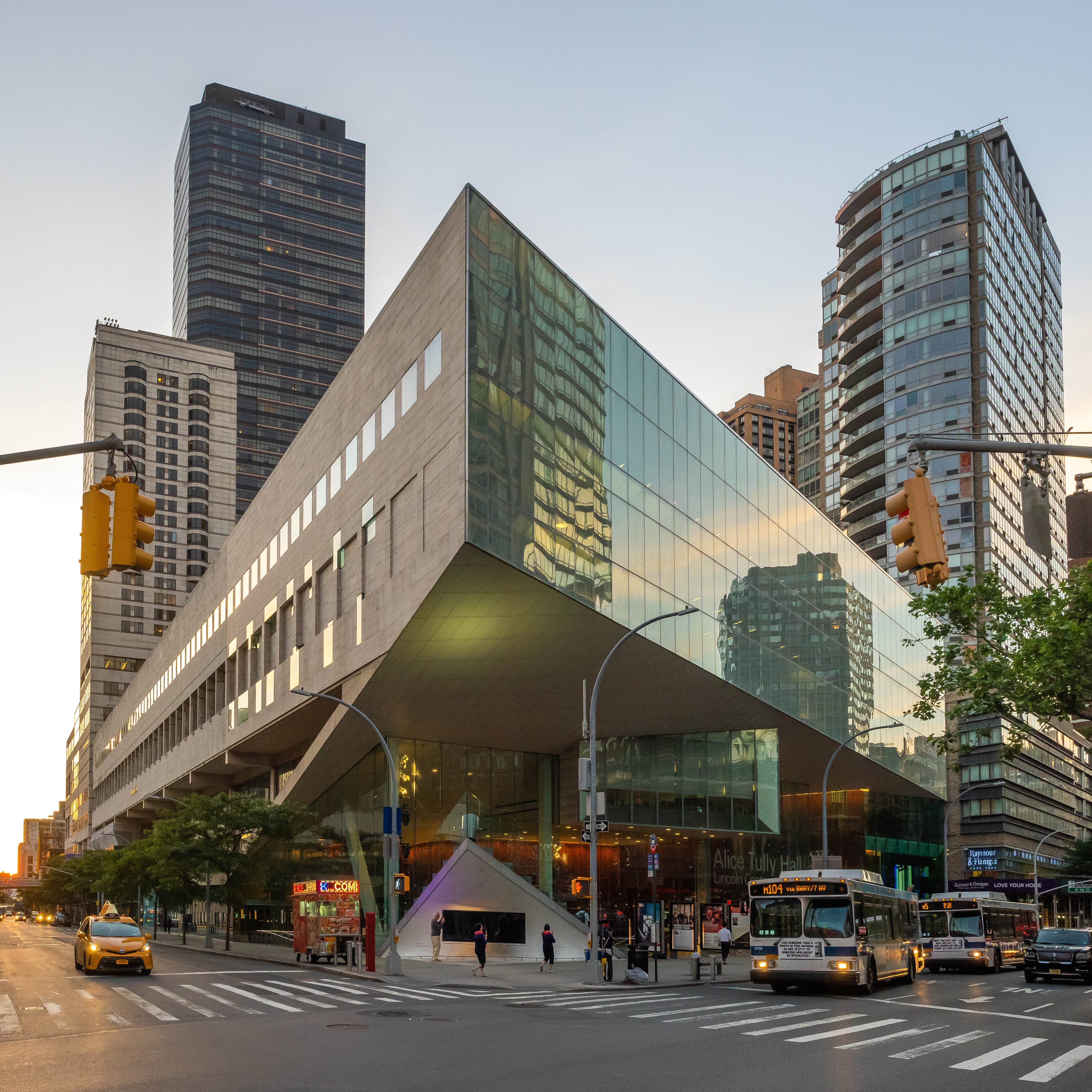
Alice Tully Hall – Lincoln Center (2019)
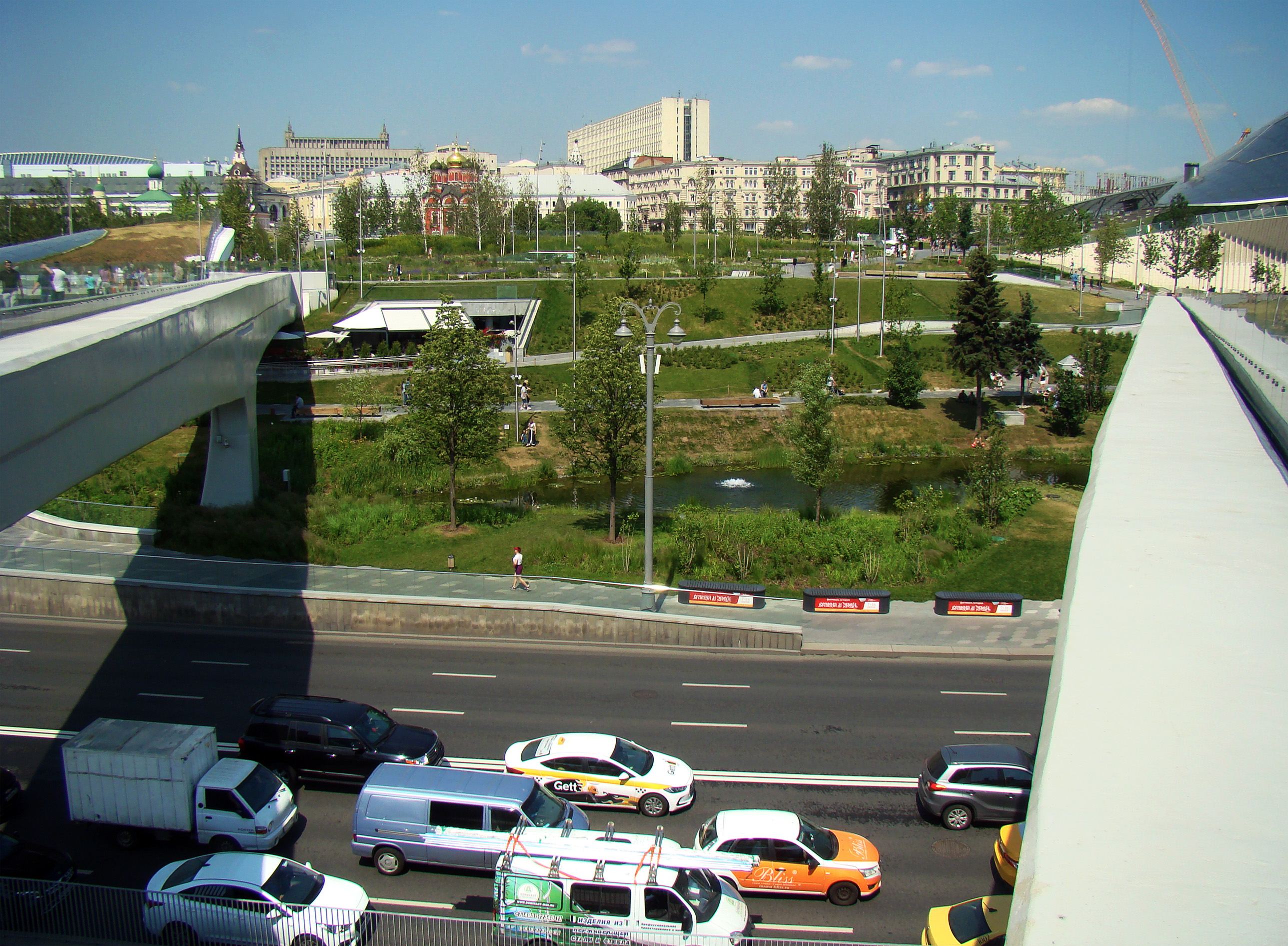
Park Zariadje (2019)